# Meuzegem
Meuzegem is een landelijk dorp in de provincie Vlaams-Brabant. Het ligt in Wolvertem, een deelgemeente van Meise. Meuzegem ligt anderhalve kilometer ten noordwesten van het dorpscentrum van Wolvertem.

## Geschiedenis
De naam Meuzegem is afkomstig van "Muso", een Germaanse familie (met Frankisch toponiem) die neerstreek op het Brabantse plateau. De vele grafcirkels langsheen de oude landweg Huyneghem-Meysse-Zemst (Zenneovergang) en de meer dan 1100 Vlaamse grafcirkels, geven aan dat deze Germaanse stammen reeds aanwezig waren rond 2000 vC.  Muso-inga-heim, wat zoveel betekent als Muso-familie-huis, is dus de woonplaats van de familie van Muso. Deze bezat een gebied van 12 bunder land - een traditionele mansus – op de drieledige kouter van de Blakenberg.
Na de kerstening van de Friese en de Frankische gebieden werd naast de villa van de Heren van Museghem een bidplaats gebouwd rond 803 na Christus.  In september 1112 werd deze kerk onder voogdij geplaatst van de abdij van Dielegem. De 12 tiendenwijken onder Meuzegem en Imde bleven in handen van de pastoor, Dielegem kreeg als dotatie een hoeve (de latere OLV Hoeve) + 4 bunders land. De Heren van Meuzegem hadden buiten het grondbezit in Meuzegem ook nog goederen in Wolvertem, Mechelen en in Jette.
Een ringwalmotte langsheen de huidige Veilinglaan werd in de loop van de 11e eeuw opgericht en functioneerde als vluchtburcht. In de 13e eeuw verarmde het Huis van Mosenghem en werden de bezittingen in Meuzegem in 1294, gratis afgestaan aan de "Domus hospitale sancte beate Marie Theutonicorum Jerosolimitanorum Machlina" volgens de regels van de Orde bij intrede van geadelde Tempeliers. 
Deze ridderorde bundelde al haar goederen in deze streek en bracht ze onder in een leenhof met zetel in het "Hof van Meuseghem".  Zo bleef de helft van de parochie bestaan als aparte eenheid tot aan de Franse Revolutie. Heel even – van 1797 tot 1811 – was Meuzegem een zelfstandige gemeente met Antonius de Cock als burgemeester. In 1811 werden de gemeenten Meuzegem en Rossem-Impde opgeheven en samengevoegd met Wolvertem.
De oudste acte met vermelding "Mosenghem" dateert uit 1112 , zodat in 2012 de parochie haar 900-jarig bestaan vierde. 

## Bekende inwoners
Onder de inwoners van Meuzegem zijn er twee personen met een zekere beroemdheid : Jan Frans Stallaert, een dichter-muzikant die in 1777 mede-oprichter was van de Harmonie St Cecilia in Merchtem en Miel Van Cauter, wereldkampioen wielrennen bij de beloften in 1955.
- Stephan Conter (°1965), paardenfokker

## Bezienswaardigheden
- De Onze-Lieve-Vrouw Boodschapkerk is het resultaat van verschillende bouwcampagnes.
- De pastorie uit 1733
- Het Onze-Lieve-Vrouwehof (een gesloten hoeve uit 1671), opgekocht door Stephan Conter
- Het Blakenbergbos, op de grens tussen Brussegem en Meuzegem

## Nabijgelegen kernen
Rossem, Imde, Wolvertem, Brussegem, Merchtem

## Bronverwijzing